# Tragedy (Bee Gees)
Tragedy is een nummer van de Britse groep Bee Gees. Het nummer verscheen op hun album Spirits Having Flown uit 1979. Op 9 februari van dat jaar werd het nummer uitgebracht als de tweede single van het album.

## Achtergrond
Tragedy is geschreven door de broers Barry, Robin en Maurice Gibb, de leden van de groep, en geproduceerd door de groep in samenwerking met Albhy Galuten en Karl Richardson. Net als de voorgaande single Too Much Heaven schreven zij het nummer tijdens de opnamen van de film Sgt. Pepper's Lonely Hearts Club Band, waar zij de hoofdrollen in speelden. Diezelfde avond schreven zij ook Shadow Dancing, waarmee hun jongere broer Andy Gibb een nummer 1-hit mee scoorde in de Verenigde Staten.
In een documentaire uit 1979 van de televisiezender NBC was te zien hoe het geluidseffect voor de explosie in Tragedy werd gemaakt. Barry sloeg zijn handen over een microfoon en deed een explosie na met zijn mond. Dit werd een aantal keer herhaald en deze geluiden werden samengevoegd, zodat het lijkt dat op de opname een grote knal te horen is. De Bee Gees maakten ook de soundtrack voor de film Saturday Night Fever. Alhoewel het nummer niet in deze film voorkwam, werd het wel toegevoegd aan de musicalversie van de film op West End in Londen.
In de Verenigde Staten was het de vijfde van zes opeenvolgende nummer 1-hits van de groep. Hiermee evenaarden zij het record van Bing Crosby, Elvis Presley en The Beatles voor meeste opeenvolgende nummer 1-hits in een jaar. Ook in thuisland het Verenigd Koninkrijk, Ierland, Canada en Nieuw-Zeeland behaalde het nummer de eerste plaats.
In Nederland was de plaat op vrijdag 16 februari 1979 Veronica Alarmschijf op Hilversum 3 en werd een gigantische hit. De plaat bereikte de 4e positie in zowel de Nederlandse Top 40 als de TROS Top 50. In de Nationale Hitparade behaalde de plaat de 5e positie. In de Europese hitlijst op Hilversum 3, de TROS Europarade, werd zelfs de nummer 1-positie bereikt.
In België bereikte de plaat de 3e positie van zowel de Vlaamse Ultratop 50 als de Vlaamse Radio 2 Top 30.
Een coverversie door de Britse groep Steps uit 1998, uitgebracht als een dubbele A-kant met hun eigen nummer Heartbeat, werd in thuisland het Verenigd Koninkrijk een nummer 1-hit en kwam in Nederland tot de 22e positie in de Nederlandse Top 40 op destijds Radio 538 en de 24e positie in de Mega Top 100 op Radio 3FM.

## Hitnoteringen

### Bee Gees

#### Nederlandse Top 40
| Hitnotering: 24-02-1979 t/m 28-04-1979 | Hitnotering: 24-02-1979 t/m 28-04-1979 | Hitnotering: 24-02-1979 t/m 28-04-1979 | Hitnotering: 24-02-1979 t/m 28-04-1979 | Hitnotering: 24-02-1979 t/m 28-04-1979 | Hitnotering: 24-02-1979 t/m 28-04-1979 | Hitnotering: 24-02-1979 t/m 28-04-1979 | Hitnotering: 24-02-1979 t/m 28-04-1979 | Hitnotering: 24-02-1979 t/m 28-04-1979 | Hitnotering: 24-02-1979 t/m 28-04-1979 | Hitnotering: 24-02-1979 t/m 28-04-1979 | Hitnotering: 24-02-1979 t/m 28-04-1979 |
| Week                                   | 1                                      | 2                                      | 3                                      | 4                                      | 5                                      | 6                                      | 7                                      | 8                                      | 9                                      | 10                                     |                                        |
| -------------------------------------- | -------------------------------------- | -------------------------------------- | -------------------------------------- | -------------------------------------- | -------------------------------------- | -------------------------------------- | -------------------------------------- | -------------------------------------- | -------------------------------------- | -------------------------------------- | -------------------------------------- |
| Positie                                | 21                                     | 13                                     | 7                                      | 5                                      | 4                                      | 4                                      | 8                                      | 18                                     | 24                                     | 37                                     | uit                                    |

#### Nationale Hitparade
| Hitnotering: 03-03-1979 t/m 05-05-1979 | Hitnotering: 03-03-1979 t/m 05-05-1979 | Hitnotering: 03-03-1979 t/m 05-05-1979 | Hitnotering: 03-03-1979 t/m 05-05-1979 | Hitnotering: 03-03-1979 t/m 05-05-1979 | Hitnotering: 03-03-1979 t/m 05-05-1979 | Hitnotering: 03-03-1979 t/m 05-05-1979 | Hitnotering: 03-03-1979 t/m 05-05-1979 | Hitnotering: 03-03-1979 t/m 05-05-1979 | Hitnotering: 03-03-1979 t/m 05-05-1979 | Hitnotering: 03-03-1979 t/m 05-05-1979 | Hitnotering: 03-03-1979 t/m 05-05-1979 |
| Week                                   | 1                                      | 2                                      | 3                                      | 4                                      | 5                                      | 6                                      | 7                                      | 8                                      | 9                                      | 10                                     |                                        |
| -------------------------------------- | -------------------------------------- | -------------------------------------- | -------------------------------------- | -------------------------------------- | -------------------------------------- | -------------------------------------- | -------------------------------------- | -------------------------------------- | -------------------------------------- | -------------------------------------- | -------------------------------------- |
| Positie                                | 9                                      | 7                                      | 5                                      | 5                                      | 6                                      | 7                                      | 11                                     | 16                                     | 30                                     | 45                                     | uit                                    |

#### TROS Top 50
Hitnotering: 22 februari 1979 (binnen op #23) t/m 26-04-1979. Hoogste notering: 3 weken op #4.

#### TROS Europarade
Hitnotering: 03-03-1979 t/m 28-07-1979. Hoogste notering: #1 (5 weken).

#### NPO Radio 2 Top 2000
| Nummer met noteringen in de NPO Radio 2 Top 2000 | '01 | '02 | '03 | '04 | '05 | '06 | '07 | '08 | '09  | '10  | '11  | '12  | '13  | '14  | '15  | '16  | '17  | '18  | '19  | '20  | '21  | '22  | '23  | '24 |
| ------------------------------------------------ | --- | --- | --- | --- | --- | --- | --- | --- | ---- | ---- | ---- | ---- | ---- | ---- | ---- | ---- | ---- | ---- | ---- | ---- | ---- | ---- | ---- | --- |
| Tragedy                                          | 291 | 745 | 892 | 815 | 924 | 937 | 964 | 864 | 1138 | 1101 | 1330 | 1388 | 1336 | 1441 | 1370 | 1253 | 1199 | 1392 | 1324 | 1168 | 1130 | 1106 | 1068 | 249 |

1. ↑  Een vetgedrukt getal geeft de hoogste notering aan.
2. ↑  2001 was het eerste jaar met een notering voor dit nummer.

### Steps

#### Nederlandse Top 40
| Hitnotering: 23-01-1999 t/m 20-03-1999 | Hitnotering: 23-01-1999 t/m 20-03-1999 | Hitnotering: 23-01-1999 t/m 20-03-1999 | Hitnotering: 23-01-1999 t/m 20-03-1999 | Hitnotering: 23-01-1999 t/m 20-03-1999 | Hitnotering: 23-01-1999 t/m 20-03-1999 | Hitnotering: 23-01-1999 t/m 20-03-1999 | Hitnotering: 23-01-1999 t/m 20-03-1999 | Hitnotering: 23-01-1999 t/m 20-03-1999 | Hitnotering: 23-01-1999 t/m 20-03-1999 | Hitnotering: 23-01-1999 t/m 20-03-1999 |
| Week                                   | 1                                      | 2                                      | 3                                      | 4                                      | 5                                      | 6                                      | 7                                      | 8                                      | 9                                      |                                        |
| -------------------------------------- | -------------------------------------- | -------------------------------------- | -------------------------------------- | -------------------------------------- | -------------------------------------- | -------------------------------------- | -------------------------------------- | -------------------------------------- | -------------------------------------- | -------------------------------------- |
| Positie                                | 34                                     | 32                                     | 30                                     | 26                                     | 22                                     | 23                                     | 28                                     | 31                                     | 38                                     | uit                                    |

#### Mega Top 100
| Hitnotering: 19-12-1998 t/m 03-04-1999 | Hitnotering: 19-12-1998 t/m 03-04-1999 | Hitnotering: 19-12-1998 t/m 03-04-1999 | Hitnotering: 19-12-1998 t/m 03-04-1999 | Hitnotering: 19-12-1998 t/m 03-04-1999 | Hitnotering: 19-12-1998 t/m 03-04-1999 | Hitnotering: 19-12-1998 t/m 03-04-1999 | Hitnotering: 19-12-1998 t/m 03-04-1999 | Hitnotering: 19-12-1998 t/m 03-04-1999 | Hitnotering: 19-12-1998 t/m 03-04-1999 | Hitnotering: 19-12-1998 t/m 03-04-1999 | Hitnotering: 19-12-1998 t/m 03-04-1999 | Hitnotering: 19-12-1998 t/m 03-04-1999 | Hitnotering: 19-12-1998 t/m 03-04-1999 | Hitnotering: 19-12-1998 t/m 03-04-1999 | Hitnotering: 19-12-1998 t/m 03-04-1999 | Hitnotering: 19-12-1998 t/m 03-04-1999 |
| Week                                   | 1                                      | 2                                      | 3                                      | 4                                      | 5                                      | 6                                      | 7                                      | 8                                      | 9                                      | 10                                     | 11                                     | 12                                     | 13                                     | 14                                     | 15                                     |                                        |
| -------------------------------------- | -------------------------------------- | -------------------------------------- | -------------------------------------- | -------------------------------------- | -------------------------------------- | -------------------------------------- | -------------------------------------- | -------------------------------------- | -------------------------------------- | -------------------------------------- | -------------------------------------- | -------------------------------------- | -------------------------------------- | -------------------------------------- | -------------------------------------- | -------------------------------------- |
| Positie                                | 94                                     | 58                                     | 48                                     | 43                                     | 39                                     | 38                                     | 34                                     | 24                                     | 26                                     | 27                                     | 30                                     | 39                                     | 49                                     | 61                                     | 78                                     | uit                                    |